# Jugendstilkirche (Gaggstatt)

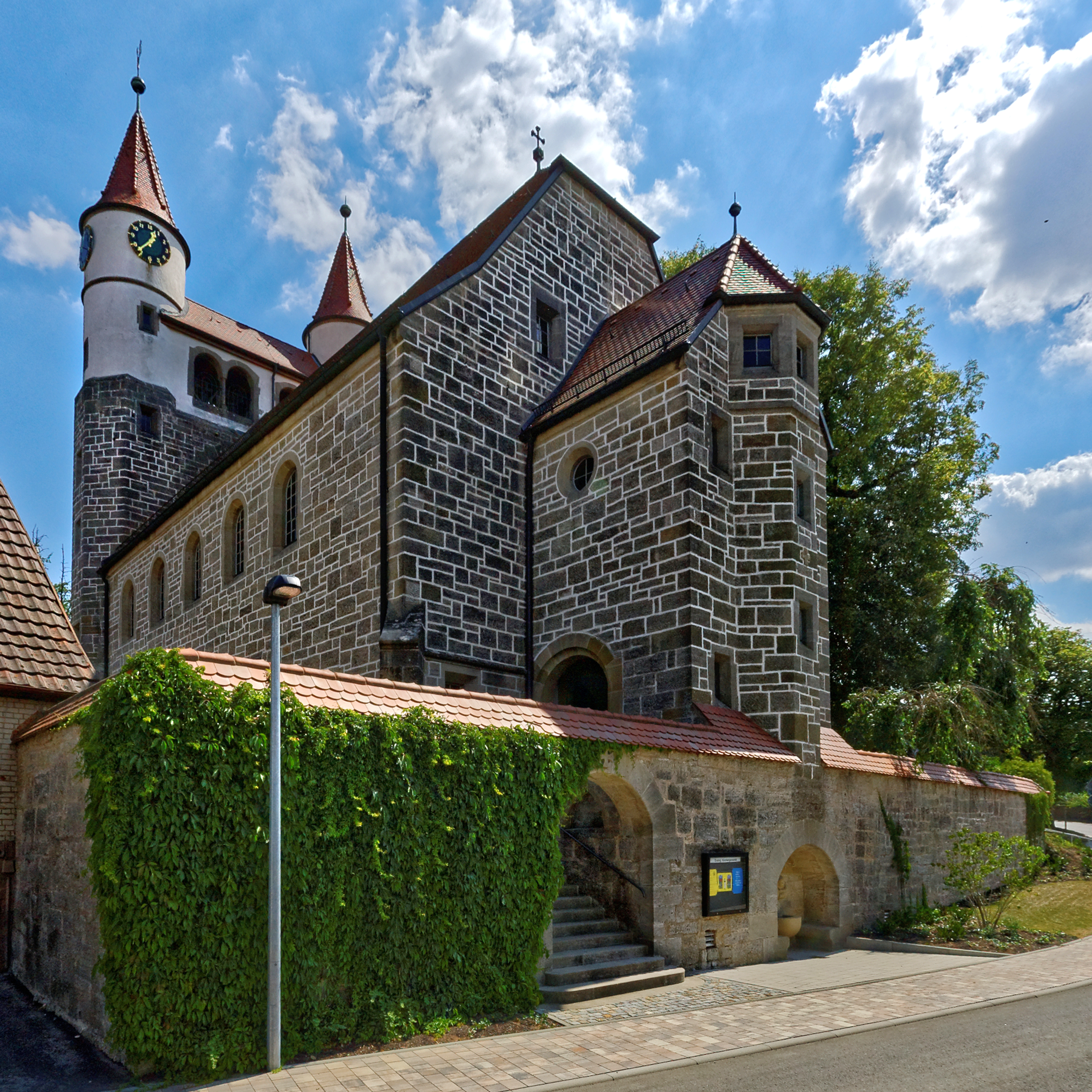
Evangelische Pfarrkirche in Gaggstatt

Die Jugendstilkirche in Gaggstatt, einem Stadtteil von Kirchberg an der Jagst im Landkreis Schwäbisch Hall in Baden-Württemberg, ist ein geschütztes Kulturdenkmal nach dem Denkmalschutzgesetz. Sie wurde 1904/05 nach einem Entwurf von Theodor Fischer in Formen der Neuromanik und des Jugendstils erbaut. Die Kirchengemeinde gehört zum Kirchenbezirk Crailsheim-Blaufelden der Evangelischen Landeskirche in Württemberg.

## Beschreibung

### Architektur

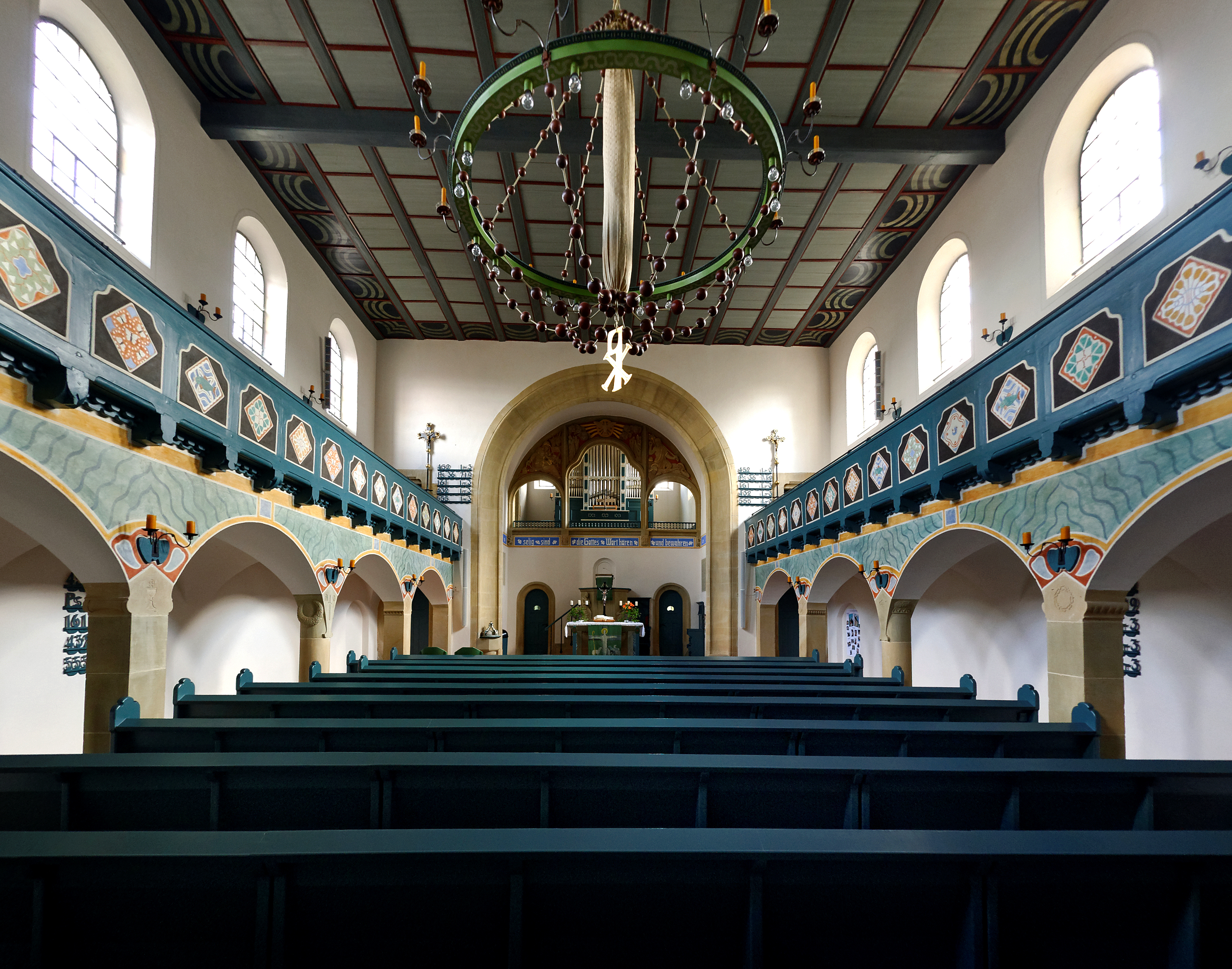
Blick zum Chor

Die Kirche ist eine Saalkirche aus Muschelkalk-Bruchsteinen. Das Langhaus mit Rundbogenfenstern hat im Westen ein schmales mehrgeschossiges Vorzeichen mit eingezogenem dreiseitigem Abschluss, durch dessen Erdgeschoss über zwei Bogendurchgänge im Norden und Süden das Hauptportal erreicht wird. 
Das romanisierende Westwerk befindet sich im Osten. Die beiden runden Türme der Doppelturmfassade sind unterhalb der Kegeldächer mit einer Brücke verbunden, in der die vier Glocken hängen. Nur dieser oberste Teil des Bauwerks ist verputzt. Der untere Teil der Turmfassade hat eine breite rundbogige Aussparung, aus der ein rechteckiger Anbau hervortritt. Dieser enthält den dreiseitig geschlossenen Altarraum, die Orgelempore und die Sakristei.
Der Innenraum des Langhauses, der an drei Seiten gemauerte Emporen über breiten Arkaden hat, ist mit einer Holzbalkendecke überspannt.

### Ausstattung
Die Emporenbrüstungen sind dekorativ bemalt, wobei Blautöne vorherrschen. An der Brüstung der Orgelempore über dem Altar ist ein blaues Schriftband mit dem Bibelwort „Selig sind, die Gottes Wort hören und bewahren“ (Lukas 11,28 ). 
Zentral an der Altarrückwand ist die steinerne Kanzel. Sie trägt am Fuß ein Reliefband mit dem Bibelwort „Eins ist not!“ (Lukas 10,42 ) und vor den abgeschrägten Ecken die vollplastischen Figuren des stehenden, sprechenden Jesus mit Segensgestus und der sitzenden, hörenden Maria von Bethanien.
Über den drei Bögen der Orgelempore, von denen der mittlere typische Jugendstilform zeigt, sind biblische Szenen in Reliefdarstellungen: links die Geburt Christi, in der Mitte die Ausgießung des Heiligen Geistes, rechts die Auferstehung Christi.
Die Außenseite des Hauptportals flankieren zwei Knabenskulpturen auf Säulen; der linke Knabe hält eine Leier, der rechte eine Geige. An den Säulenschäften sind biblische Spruchbänder: „Hallelujah – singet dem Herrn“ (links; Psalm 149,1 ) und „Danket Ihm, lobet Seinen Namen“ (rechts; Psalm 100,4 ). Mittig über dem Portalbogen ist das Antlitz Christi in einem ovalen Kreuznimbus.
Die Orgel wurde 1905 von der Firma Friedrich Goll gebaut.